# ジョムホート・キアタディサック
ジョムホート・キアタディサック（Jomhod Kiatadisak、1970年7月5日 - ）は、タイの男性ムエタイ選手、キックボクサー。身長173cm、体重70kg。ヴァレンテュナボクシング所属。
タイの2大スタジアムであるラジャダムナン、ルンピニーを制覇した後、キックボクシングの多くの有名なタイトルを獲得した。そのことから、「キング・オブ・ザ・リング」の異名を持つ。また、当時格闘技が危険なスポーツだと言われ、禁止されていた北欧でのムエタイ普及に貢献した人物でもある。
ヨムホッド・キアタディサックとも。

## 来歴
2006年2月18日、ストックホルムでブアカーオ・ポー.プラムック（挑戦者/タイ）に2RKO負けし、WMC世界ミドル級王座を失う。

## 戦績
| キックボクシング 戦績 | キックボクシング 戦績 | キックボクシング 戦績 | キックボクシング 戦績 | キックボクシング 戦績 | キックボクシング 戦績 | キックボクシング 戦績 |
| --------------------- | --------------------- | --------------------- | --------------------- | --------------------- | --------------------- | --------------------- |
| 240 試合              | (T)KO                 | 判定                  | その他                | 引き分け              | 無効試合              |                       |
| 218 勝                | 76                    |                       |                       | 0                     | 0                     |                       |
| 22 敗                 |                       |                       |                       | 0                     | 0                     |                       |

## 獲得タイトル
- WPKL Professional World champion, Thai boxing（2002年）
- ISKA Professional World champion, Thai boxing（2002年）
- WPKA Professional World champion, Thai boxing（2001年）
- WKN Professional World champion, Thai boxing（2000年）
- WPKL Professional World champion, Thai boxing（2000年）
- WMC Professional World champion, Thai boxing（2000年）
- ISKA Professional World champion, Thai boxing（1998年）
- WKA Professional World champion, Thai boxing（1998年）
- WKA Professional World champion, Kick boxing（1998年）
- ラジャダムナン・スタジアム王座（1994年、1995年）
- WMTC Professional World champion, Thai boxing（1991年）
- ルンピニー・スタジアム王座（1989年）